# Gustaw Ładziński
Gustaw Ładziński (ur. 12 sierpnia 1880 w Porochnie, zaginął 30 września 1944 w Warszawie) – pułkownik stanu spoczynku artylerii Wojska Polskiego w II Rzeczypospolitej, kawaler Orderu Virtuti Militari.

## Życiorys
Urodził się w rodzinie Jana i Cezaryny z domu Kossowskiej.
Ukończył Korpus Kadetów i Oficerską Szkołę Artylerii w Petersburgu. W randze porucznika wziął udział w wojnie rosyjsko-japońskiej, podczas której odniósł ciężką ranę. Zwolniony z wojska na własną prośbę, rozpoczął pracę jako urzędnik w Banku Ziemskim w Winnicy. W czasie I wojny światowej służył w armii rosyjskiej (lata 1914–1917), a następnie w I i III Korpusach Polskich w Rosji. Organizator Związku Wojskowych Polaków w Winnicy i członek Polskiej Organizacji Wojskowej. W Wojsku Polskim od listopada 1918 roku – w stopniu pułkownika. Z dniem 1 września 1919 r. objął stanowisko dowódcy 11 Kresowego pułku artylerii ciężkiej, które sprawował do kwietnia 1920 roku (dowództwo pułku uległo rozwiązaniu w dniu 5 maja tegoż roku). Uczestnik wojny polsko-radzieckiej, podczas której organizował 201 pułk artylerii polowej (w lipcu 1920 roku). Na czele tego pułku, w ramach Dywizji Ochotniczej, bronił odcinka Radzymin–Wołomin, po czym dowodził grupą artylerii. Odznaczył się bohaterstwem w walkach o Nowy Dwór i Grodno, za co odznaczony został Krzyżem Srebrnym Orderu Virtuti Militari. W dekrecie Wodza Naczelnego marszałka Józefa Piłsudskiego o nadaniu tegoż orderu pułkownik Gustaw Ładziński wykazany został jako oficer Centralnego Obozu Podoficerskich Szkół Artylerii (C.O.P.S.A.).
Na dzień 1 czerwca 1921 r. pułkownik Ładziński przynależał etatowo do 14 pułku artylerii polowej i pełnił służbę (jako oficer przydzielony) w Dowództwie Artylerii Syberyjskiej Dywizji Piechoty (późniejszej 30 Dywizji Piechoty). Dekretem Naczelnika Państwa i Wodza Naczelnego z dnia 3 maja 1922 r. (sygnatura: L. 19400/O.V.) został zweryfikowany w stopniu pułkownika, ze starszeństwem z dniem 1 czerwca 1919 r. i 35. lokatą w korpusie oficerów artylerii. Posiadał wówczas przydział do 14 pułku artylerii polowej.
Po reorganizacji artyleryjskiego szkolnictwa wojskowego objął w 1922 roku stanowisko komendanta Szkoły Strzeleckiej Artylerii w Toruniu. W roku 1923 zajmował 36. lokatę wśród pułkowników korpusu artylerii w swoim starszeństwie i jako oficer nadetatowy 30 pap piastował nadal funkcję komendanta Szkoły Strzeleckiej Artylerii w toruńskim Obozie Szkolnym Artylerii. Jego oficerem ordynansowym był wówczas por. Erwin Stachowiak (nadetatowy oficer 16 pułku artylerii polowej). Rok później zajmował już 27. lokatę w swoim starszeństwie pośród pułkowników artylerii i pełnił służbę w macierzystym 30 pułku artylerii polowej. W okresie od marca do listopada 1924 roku dowodził 3 pułkiem artylerii ciężkiej.
W roku 1928 pułkownik artylerii Gustaw Ładziński znajdował się już w stanie spoczynku i mieszkał w Toruniu. Następnie przeprowadził się do Warszawy, w której mieszkał od 1932 roku. W roku 1934 jako pułkownik stanu spoczynku zajmował 28. lokatę w swoim starszeństwie w korpusie oficerów artylerii (starszeństwo z dnia 1 czerwca 1919 r.). Znajdował się wówczas w ewidencji PKU Warszawa Miasto III i przynależał do Oficerskiej Kadry Okręgowej Nr I (przewidziany był do użycia w czasie wojny). 
Wziął udział w powstaniu warszawskim, walcząc w szeregach 280 plutonu Wojskowej Służby Ochrony Powstania. Zaginął w dniu 30 września 1944 roku, a oficjalnie uznany za zaginionego został w 1947 roku. Od roku 1913 żonaty był z Anną Sławińską, z którą mieli córkę Halinę i syna Radosława. 

## Ordery i odznaczenia
- Krzyż Srebrny Orderu Wojskowego Virtuti Militari (nr 3266)[11]
- Krzyż Walecznych[15]